# Tour Europlaza
La Tour Europlaza, anche chiamata Tour Septentrion, è un grattacielo situato nel quartiere finanziario della Défense, a Courbevoie, comune alla periferia di Parigi.
Costruito nel 1972 e completamente ristrutturato nel 1999, è alto 135 metri per 31 piani.
La torre si trova a nord-est di La Défense, ai margini del viale circolare e dell'avenue André-Prottin, nel territorio del comune di Courbevoie. L'edificio Cœur Défense, che si affaccia sul piazzale, si trova appena a sud-ovest.